# Целлер, Карл
Карл Целлер (нем. Carl Adam Johann Nepomuk Zeller; 19 июня 1842 — 17 августа 1898) — австрийский композитор, классик венской оперетты.

## Биография
Карл Целлер родился в семье врача, который умер менее чем через год после рождения сына. С детства играл на различных музыкальных инструментах, в том числе на органе у И.Брандштеттера. Пел в Венском хоре мальчиков.
В 1869 году получил юридическое образование в Венском университете. Одновременно изучал композиторское искусство у Симона Зехтера.
Далее работал в Министерстве образования, в свободное время сочиняя песни, хоралы, а с 1876 года — также оперетты. Первая его оперетта, «Джоконда», была поставлена с большим успехом в Вене и в Лейпциге.
В 1875 году женился на Анне Марии Швец (Anna Maria Schwetz).
Целлер — автор нескольких оперетт, две из которых особенно популярны: «Продавец птиц» (1891) и «Мартин-рудокоп» (1894).
В 1895 году Целлер уволен из министерства, арестован и обвинён во лжесвидетельстве. В довершение несчастий он повредил позвоночник при падении и остаток дней страдает от этой болезни, а затем и от душевного расстройства. Последнюю его оперетту закончил Иоганнес Брандт.

## Список оперетт
- Джоконда (Joconde, 1876)
- Форнарина (Die Fornarina, 1878)
- Карбонарии (Capitän Nicoll, oder Die Carbonari, 1880)
- Бродяга (Der Vagabund, 1886)
- Продавец птиц (Der Vogelhändler, 1891)
- Мартин-рудокоп (Der Obersteiger, 1894)
- Владелец винного погребка (Der Kellermeister, 1901, посмертно)